# Sopa de pollastre amb ordi
Sopa de pollastre amb ordi (títol original en anglès: Chicken Soup with Barley) és una obra de teatre escrita l'any 1956 pel dramaturg anglès Arnold Wesker. És la primera de la "trilogia de Wesker", amb Arrels (Roots) i Estic parlant de Jersulem (I'm Talking About Jerusalem), i es va representar per primera vegada el 1958 als escenaris del Teatre Belgrad de Coventry, i es va traslladar al Royal Court Theatre de Londres poc després aquell mateix any. Es considera que va ser una obra important de la història del teatre britànic de postguerra, i una de les poques obres angleses amb un retrat simpàtic d'una família comunista.

## Argument
L'obra està dividida en tres actes, cadascun d'ells amb dues escenes. L'obra transcorre durant 20 anys narrant la vida de la família immigrant jueva Kahn, que va viure l'any 1936 a Londres i rastreja la caiguda dels seus ideals en un món en transformació paral·lelament a la desintegració de la família. Els protagonistes són els pares, na Sarah i en Harry, i els seus fills, n'Ada i en Ronnie. Són comunistes i Wesker explora com lluiten per mantenir les seves conviccions davant la Segona Guerra Mundial, l'estalinisme i la Revolució hongaresa de 1956. Na Sarah és una socialista decidida; és forta, familiar, honesta, encara que manaire; en Harry, el seu marit, és feble, mentider, gens viril i sense convicció; n'Ada és molt apassionada amb les seves conviccions, sobretot del marxisme, i, com els altres, també és romàntica tant a nivell personal com polític; i finalment, en Ronnie és una idealista juvenil i tant romàntic com n'Ada.
El personatge de na Sarah es va basar en Sarah Wesker, tia d'Arnold Wesker i sindicalista de l'East End de Londres.

## Representació als Països Catalans
Una de les adaptacions més reeixides que s'han realitzat mai en terres de parla catalana fou la representada entre el 14 de febrer i el 8 d'abril de 2018 a la Biblioteca de Catalunya, situada al bell mig de la ciutat de Barcelona, per la companyia teatral La Perla 29. Posteriorment, la peça teatral fou interpretada en altres indrets, com ara l'Auditori Miquel Pont de Castellar del Vallès. L'obra fou dirigida per Ferran Utzet i comptà amb un repartiment format pels actors Míriam Alamany, Màrcia Cisteró, Ricard Farré, Pol López, Maria Rodríguez, Josep Sobrevals i Lluís Villanueva. Davant de l'èxit aconseguit, rebé sis nominacions als Premis Butaca, lliurats el 26 de novembre d'aquell mateix any, en una gala celebrada al Teatre-Auditori de Sant Cugat del Vallès.